# Maria Adeline Alice Schweistal

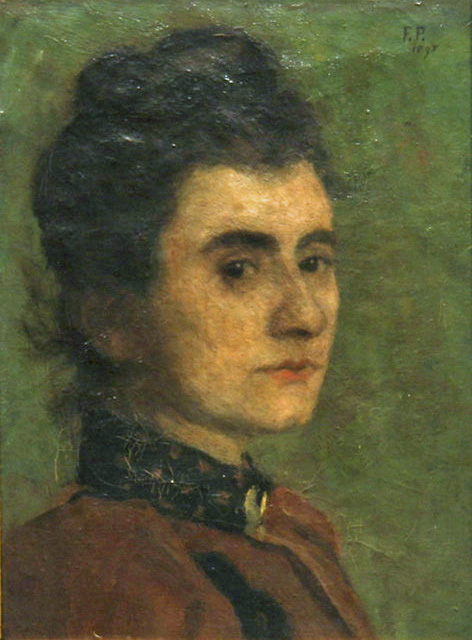
Selbstporträt Maria Adeline Alice Schweistal, 1895

Maria Adeline Alice Schweistal (* 9. April 1864 in Brüssel; † 7. Juni 1950 in Amsterdam) war eine in Belgien geborene niederländische Malerin. Unter dem Pseudonym Fanny Psicha malte sie vor allem Blumenstillleben im impressionistischen Stil.

## Leben und Werk
Maria Adeline Alice Schweistal wurde am 9. April 1864 in Brüssel geboren. Ausgebildet wurde sie an der Rijksakademie van beeldende kunsten in Amsterdam. Dort war sie Schülerin von Hendrik Adriaan Christiaan Dekker und Hendrik Johannes Haverman, später von Marie Wandscheer. Schweistal malte vor allem Blumen und Stillleben im impressionistischen Stil, aber auch Porträts und Interieurdarstellungen. Sie signierte ihre Werke auch mit dem Pseudonym Fanny Psicha und war auch als Bildhauerin aktiv.
Sie war Mitglied der Künstlervereinigungen Arti et Amicitiae und der Kunstenaarsvereniging Sint Lucas und hatte Ausstellungen in Rotterdam 1894, Amsterdam 1895, 1899 und 1903, Maastricht 1896 und Arnheim 1901.
Maria Adeline Alice Schweistal starb am 7. Juni 1950 in Amsterdam.

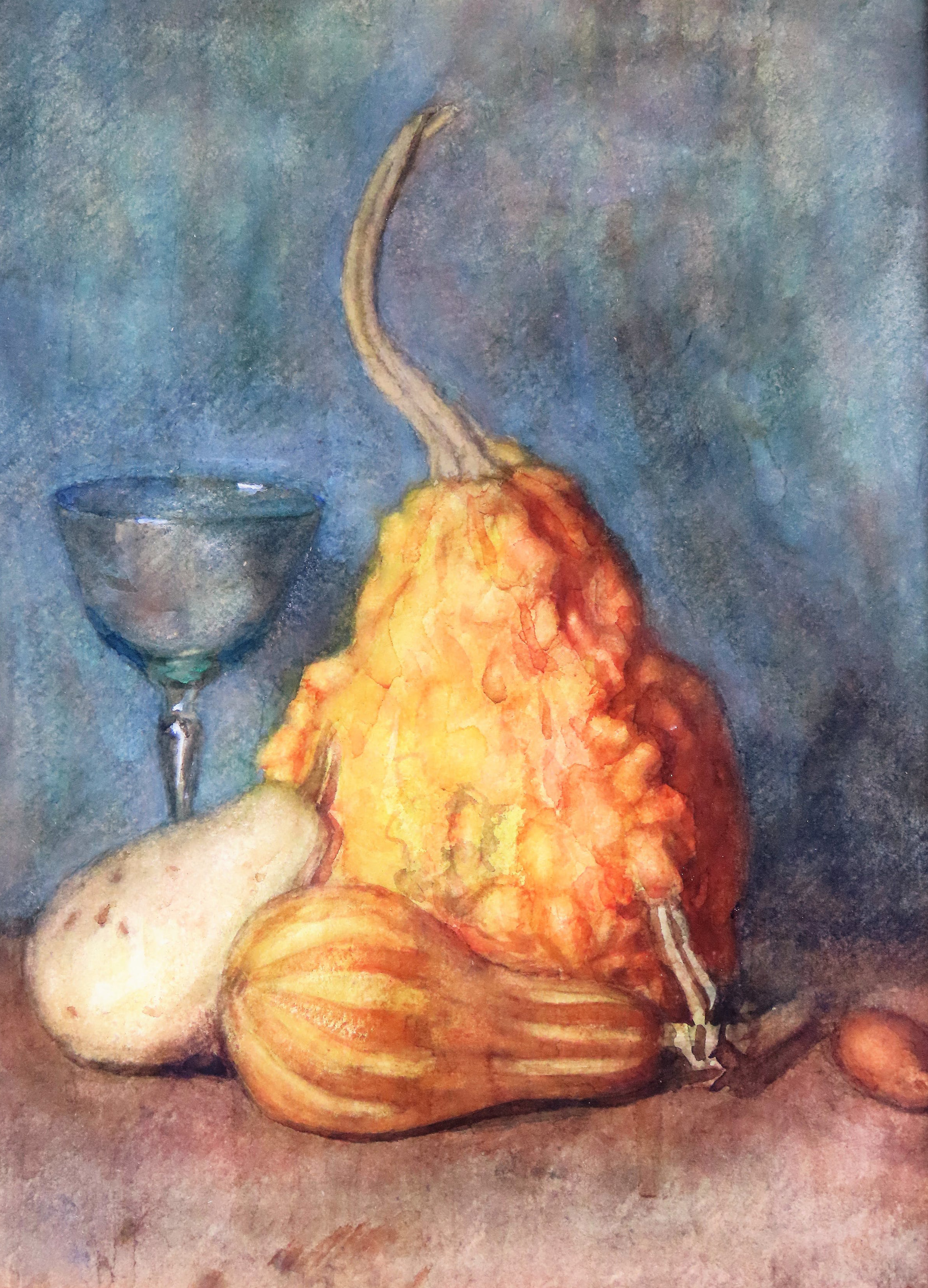
Stillleben, Wasserfarbe
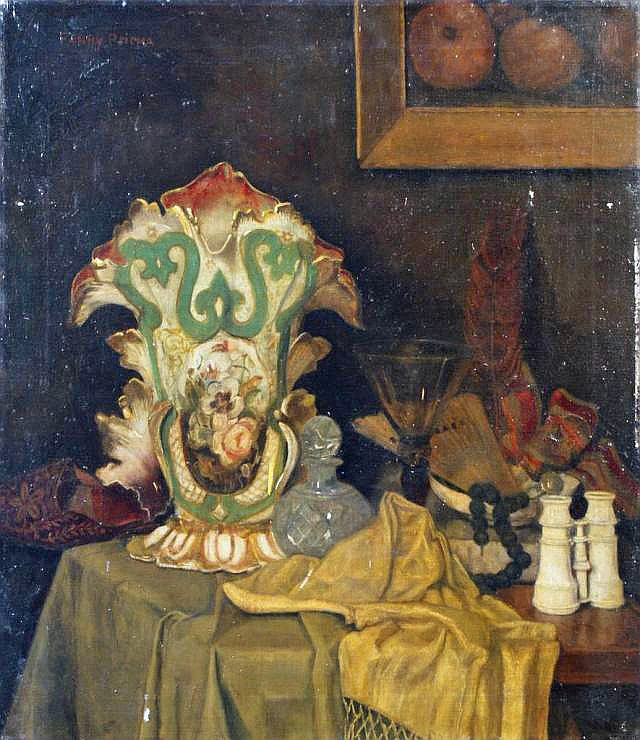
Stillleben, vor 1950
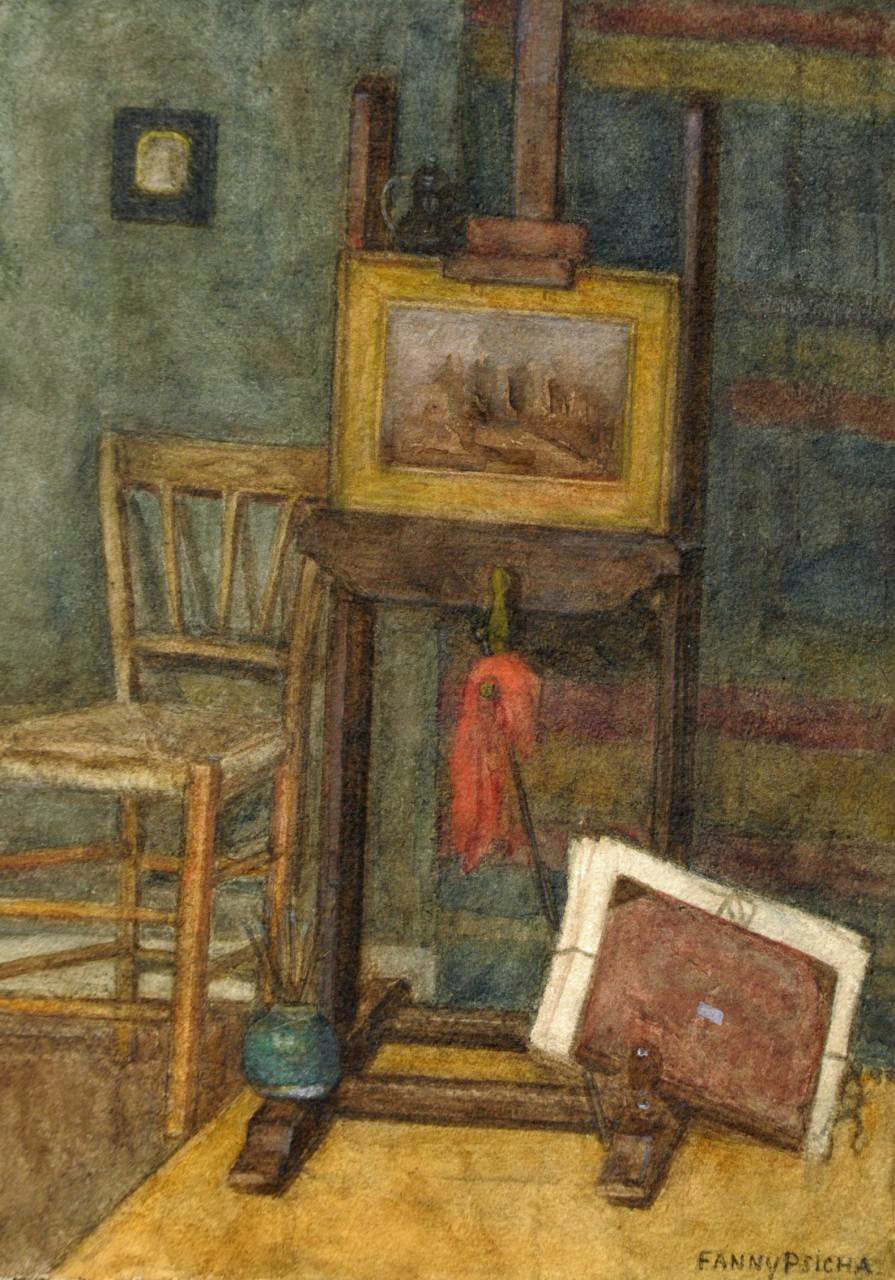
Ecke im Arbeitsraum, vor 1950